# 華德號驅逐艦 (DD-139)
華德號驅逐艦（舷號DD-139）是一艘美國海軍建造的驅逐艦，為維克斯級驅逐艦的65號艦。她是美軍第一艘以華德為名的軍艦，以紀念美國內戰時期的海軍軍官詹姆士·華德（James H. Ward）。
華德號在1918年於馬爾島海軍造船廠開始建造，在同年下水服役，並在第一次世界大戰結束後調到大西洋。1921年華德號返回太平洋退役封存。第二次世界大戰爆發後，華德號在1941年重返現役，並調到珍珠港。日本偷襲珍珠港前數小時，華德號在珍珠港外海發現並擊沉了一艘日本袖珍潛艇。太平洋戰爭正式爆發後，華德號在1942年改裝為高速運輸艦，並參與所羅門群島戰役、新畿內亞戰役及雷伊泰島戰役。1944年華德號在菲律賓外海遭神風特攻隊自殺飛機重創，後為美軍自沉。